# Alfred Mahieu
Jean Alfred Mahieu, est un homme politique français, né le 1er janvier 1820 et mort le 13 novembre 1899, à Cherbourg. Il a été maire de Cherbourg.
Il était le fils de Louis Mahieu et de Justine La Bonde de La Boullaye. Époux d'Euphrosine Le Poivre, ils eurent trois enfants dont Albert Mahieu, futur député de la Manche et maire de Cherbourg.
Après une carrière de négociant, Alfred devint membre du conseil municipal de Cherbourg le 22 novembre 1874.
Il fut élu maire de Cherbourg le 12 février 1878 et occupa cette fonction jusqu'à sa démission en avril 1882, remplacé par Paul Émile Gosse, le 14 mai suivant. Sous son mandat, il accueillit le président de la République Jules Grévy, accompagné notamment de Léon Gambetta, pour le lancement du Magon le 8 août 1880, et inaugura le théâtre à l'italienne en janvier 1882.
Par décret du 12 juillet 1880, il est nommé chevalier de la Légion d'honneur.
Il meurt le 13 novembre 1899 à l'âge de 79 ans. Il repose au cimetière de Cherbourg.

## Sources
- Archives Nationales
- Famille Mahieu - Guéroult, Stéphane Guéroult
- Raymond Lefèvre, L'Histoire anecdotique de Cherbourg à l'intention de nos écoliers, Cherbourg-Éclair, Cherbourg, 1941